# Флаг Уржумского района
Флаг Уржу́мского района — официальный символ Уржумского муниципального района Кировской области Российской Федерации.
Флаг утверждён 7 декабря 2009 года и внесён в Государственный геральдический регистр Российской Федерации под номером 6022.
Флаг муниципального образования Уржумский муниципальный район Кировской области составлен на основании герба Уржумского муниципального района по правилам и соответствующим традициям вексиллологии и отражает исторические, культурные, социально-экономические, национальные и иные местные традиции.

## Описание
«Прямоугольное зелёное полотнище с отношением ширины к длине 2:3, вдоль нижнего края помещены две полосы — белая в 1/18 полотнища и под ней голубая в 1/5 полотнища. В зелёной части вплотную к белой полосе стоит жёлтая белка, держащая сноп того же цвета, перевязанный красной лентой».

## Обоснование символики
Уржумская земля известна не одно столетие. Первое летописное упоминание об Уржуме относится к 1554 году. Издревле северные земли славились не только суровостью климата, но многочисленными природными богатствами.
Сельское хозяйство стало основой экономики современного муниципального образования — больше половины территории района составляют сельскохозяйственные угодья. Другая часть района покрыта лесами, богатыми разнообразной флорой и фауной. Раскинувшиеся на тысячи километров лесные массивы дают человеку всевозможные ягоды, грибы, дичь, необходимую в хозяйстве древесину.
Композиция флага Уржумского района языком символов и аллегорий отражает природное богатство края. Белка, поддерживающая сноп, — аллегория природы района, в которой лес и поле являют собой две неотъемлемые части одного целого.
Белка также является связующим звеном-символом, отражающим единство территории района и города Уржума, так как в соответствии с тополегендой название города «Уржум» обозначает в переводе с марийского «белку видел».
Голубая оконечность символизирует водные ресурсы района: здесь протекают реки Уржумка и Вятка, которая используется как важная транспортная артерия.
Голубой цвет — символ чести, благородства, возвышенных устремлений, бескрайнего неба и водных просторов.
Зелёный цвет — символ природы, здоровья, молодости, жизненного роста.
Белый цвет (серебро) — символ чистоты, совершенства, мира и взаимопонимания.
Жёлтый цвет (золото) — символ урожая, богатства, стабильности, уважения, энергии.
Красный цвет — символ мужества, силы, труда, красоты и праздника.